# Gare de Kramatorsk
La gare de Kramatorsk (ukrainien : Краматорськ (станція)) est une gare ferroviaire du Réseau ferré de Donestk. Elle est située à Kramatorsk, dans l'oblast de Donetsk en Ukraine.
En avril 2022, un épisode de l'invasion de l'Ukraine par la Russie, provoque la fuite des habitants de cette région vers l'ouest du pays. Le 8 avril, lors du bombardement de la gare de Kramatorsk, la gare est touchée par des roquettes qui tuent ou blessent de nombreuses personnes en attente d'un train.

## Situation ferroviaire
Elle se trouve sur les lignes Slaviansk-Horlivka et Kramatorsk-Stoupy.

## Histoire
La gare est mise en service en 1868 sur la ligne Koursk-Kharkiv-Azov. Elle commence comme plateforme ferroviaire et le bâtiment en pierre est de 1879. Détruit par la Seconde Guerre mondiale, le bâtiment est reconstruit en 1952 par l'architecte Syromiatnikov.

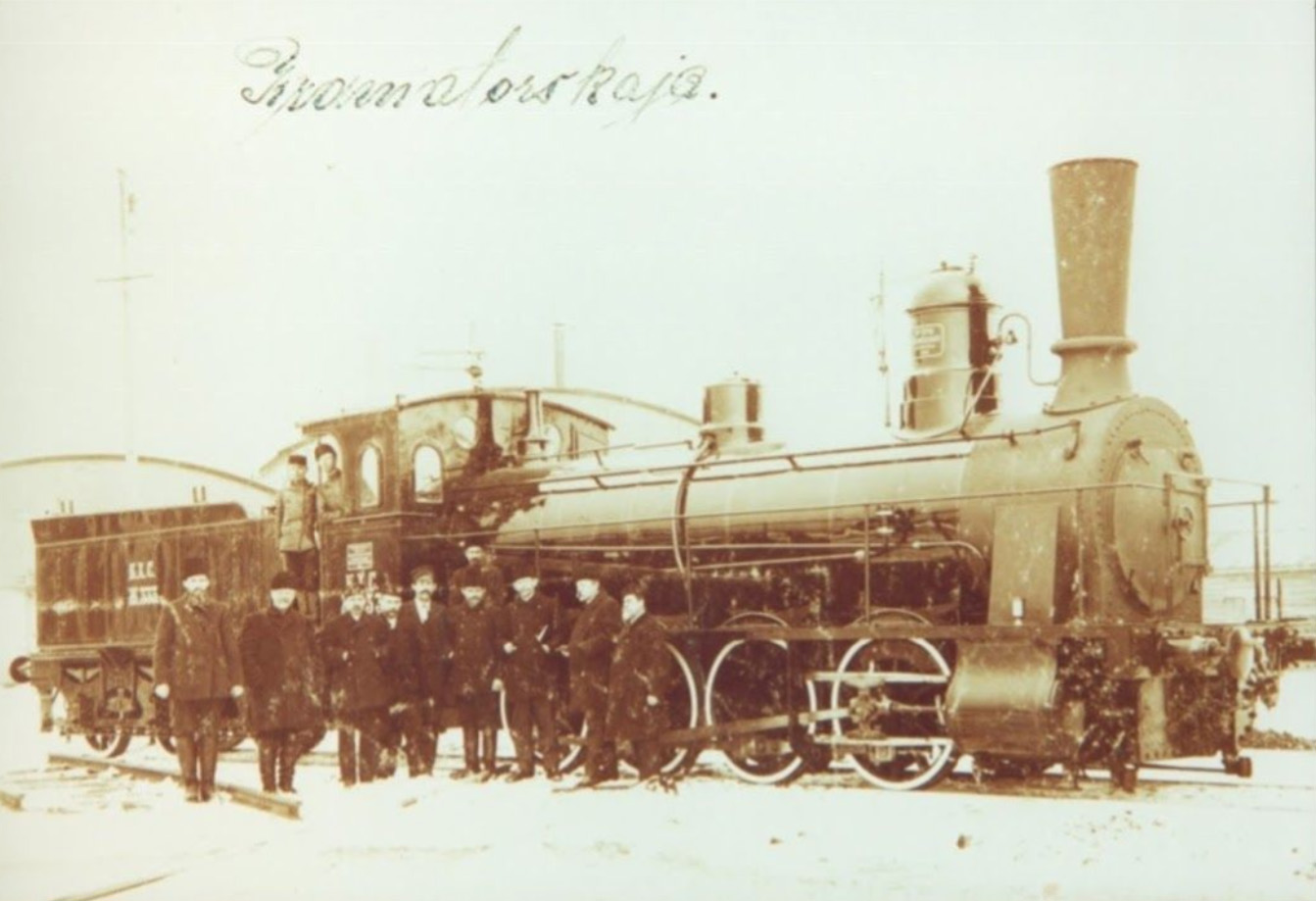
Locomotive sur la Koursk-Kharkiv-Azov vers 1900.
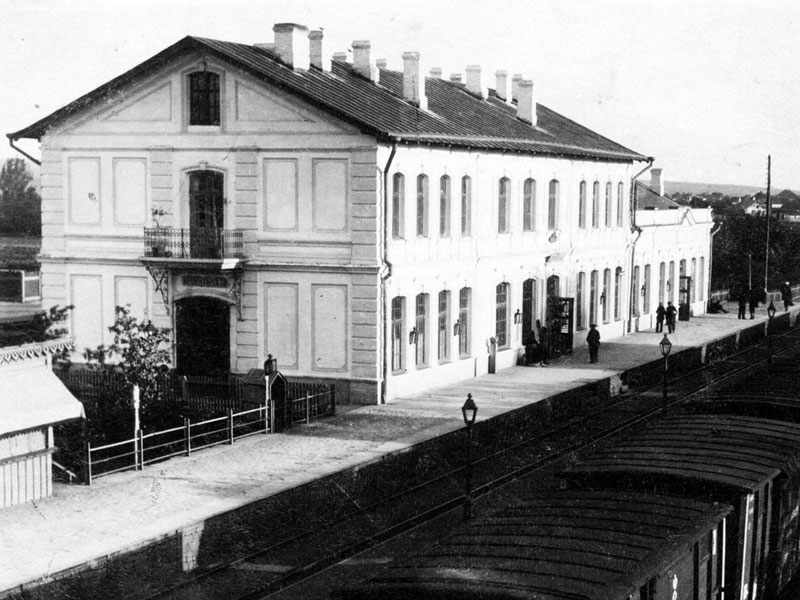
Ancien bâtiment.

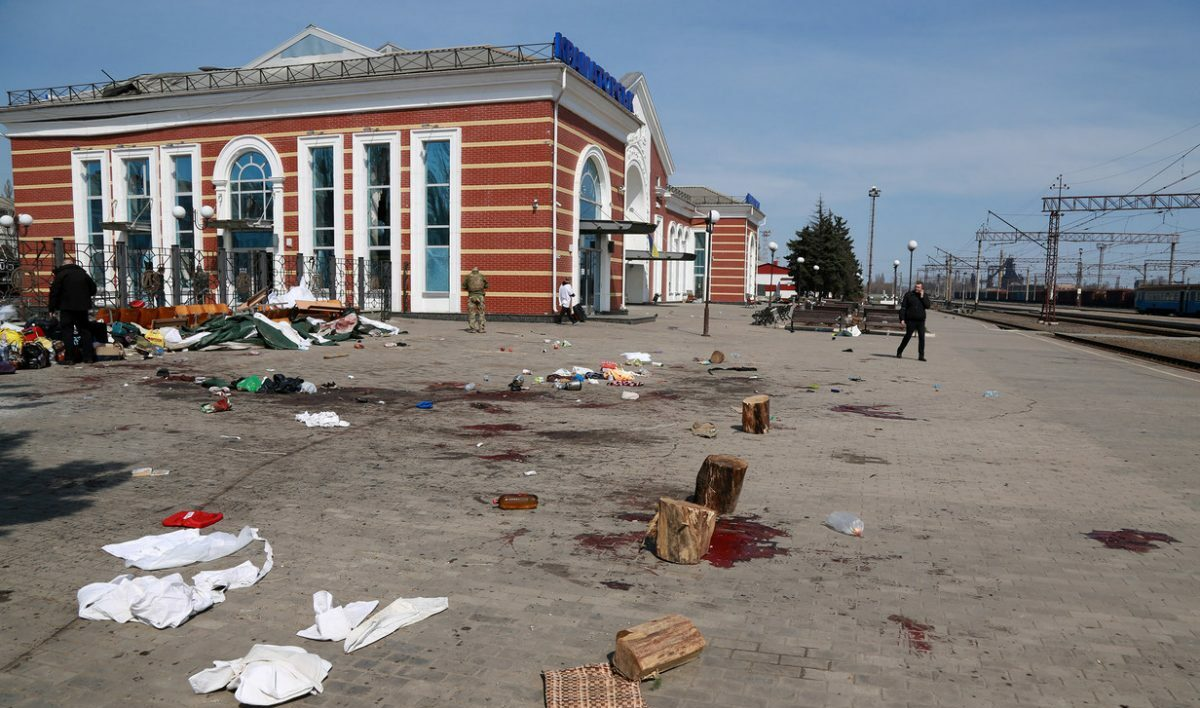
Conséquences du bombardement.

Au début du mois d'avril 2022, la gare voit affluer de nombreuses personnes qui cherchent à fuir la région, sous la menace de l'armée Russe, dans le cadre de l'invasion de l'Ukraine par la Russie en 2022. Près de 2 000 personnes embarquent quotidiennement dans les trains au départ pour l'ouest du pays. Le rythme des dessertes, habituellement de deux trains quotidien, a été porté à quatre. Le 8 avril, la gare est touchée par des roquettes alors que de nombreux voyageurs sont présents. « Au moins 50 morts et plus de 100 blessés » sont recensés.